# Nathan Hines
Nathan Hines (Wagga Wagga, Austràlia, 29 de novembre de 1976) és un entrenador i exjugador de rugbi a XV escocès, que jugà en la posició de segona línia i des de 2015 és entrenador de recursos de la selecció de rugbi XV d'Escòcia.

## Carrera

### En club
- Edinburgh Rugby (1999-2005)
- USAP (2005-2009)

### A l'equip nacional
El seu debut internacional amb la selecció escocesa va ser l'1 de juliol de 2000 contra la de Nova Zelanda.

## A l'equip nacional
(a data 01.01.2007)
- 38 partits
- 1 assaig (5 punts)
- Seleccions per any : 1 el 2000, 5 el 2002, 12 el 2003, 8 el 2004, 5 el 2005, 7 el 2006.

### Copa del món
- 2007 : 4 partits
- 2003 : 4 partits (Estats Units, França, Fiji, Austràlia).